# Louis Beyer
Louis Jordan Beyer (Kempen, 2000. május 19. –) német korosztályos válogatott labdarúgó, a Burnley játékosa kölcsönben a Borussia Mönchengladbach csapatától.

## Pályafutása
2012-ben csatlakozott a Fortuna Düsseldorf korosztályos csapatához az SV Thomasstadt csapatától. 2015 és 2018 között a Borussia Mönchengladbach akadémiáján nevelkedett. 2018. augusztus 19-én mutatkozott be az első csapatban a BSC Hastedt elleni kupa mérkőzésen kezdőként. Hat nappal később a Bayer 04 Leverkusen ellen a bajnokságban is debütált. Szeptemberben aláírta első profi szerződését a klubbal 2022. június 30-ig. 2020 januárjában kölcsönbe került a Hamburger SV csapatához, ahol a sérült Jan Gyameraht és Josha Vagnomant kellett pótolnia. Január 30-án debütált az 1. FC Nürnberg elleni 4–1-re megnyert Bundesliga 2-es bajnoki mérkőzésen. 2022. szeptember 1-jén kölcsönben az angol Burnley csapatához csatlakozott.
Többszörös német korosztályos válogatott labdarúgó.

## Statisztika
2020. március 7-i állapot szerint.
| Klub                     | Szezon   | Bajnokság | Bajnokság | Kupa  | Kupa | Nemzetközi | Nemzetközi | Összesen | Összesen |
| Klub                     | Szezon   | Mérk.     | Gól       | Mérk. | Gól  | Mérk.      | Gól        | Mérk.    | Gól      |
| ------------------------ | -------- | --------- | --------- | ----- | ---- | ---------- | ---------- | -------- | -------- |
| Borussia Mönchengladbach | 2017–18  | 0         | 0         | 0     | 0    | —          | —          | 0        | 0        |
| Borussia Mönchengladbach | 2018–19  | 9         | 0         | 1     | 0    | —          | —          | 10       | 0        |
| Borussia Mönchengladbach | 2019–20  | 3         | 0         | 1     | 0    | 0          | 0          | 4        | 0        |
| Borussia Mönchengladbach | Összesen | 12        | 0         | 2     | 0    | 0          | 0          | 14       | 0        |
| Hamburger SV             | 2019–20  | 7         | 0         | 0     | 0    | —          | —          | 7        | 0        |
| Hamburger SV             | Összesen | 7         | 0         | 0     | 0    | 0          | 0          | 7        | 0        |
| Összesen                 | Összesen | 19        | 0         | 2     | 0    | 0          | 0          | 21       | 0        |